# Chiesa del Patrocinio di San Giuseppe (Vallarsa)
La chiesa del Patrocinio di San Giuseppe è la parrocchiale di Albaredo, frazione di Vallarsa in Trentino. Fa parte della zona pastorale della Vallagarina dell'arcidiocesi di Trento e risale al XVIII secolo.

## Storia

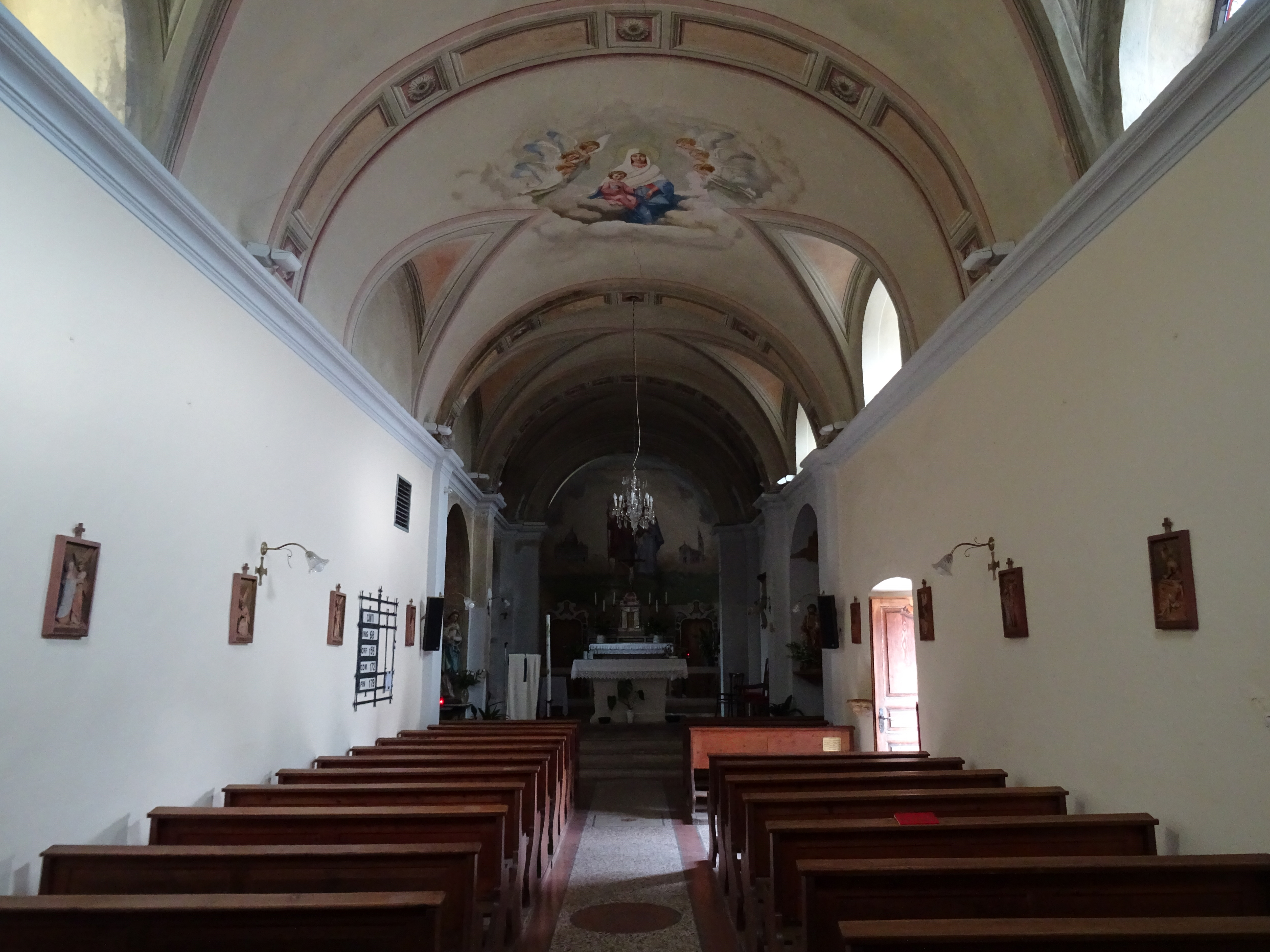
Interno

La chiesa con dedicazione al Patrocinio di San Giuseppe ad Albaredo venne edificata nel 1672 e poi ricostruita quasi un secolo più tardi, nel 1752 e la sua consacrazione venne celebrata nel 1768. Divenne espositura venti anni dopo, legata alla pieve di Lizzana. Nella seconda metà del XIX secolo fu oggetto di una restaurazione con lo scopo di ampliamento, e venne probabilmente costruita in quel periodo la cappella laterale a destra. Nel 1882 venne consacrata per la seconda volta.
Durante il primo conflitto mondiale subì danni ingenti e in particolare venne quasi demolita la canonica con la perdita della maggior parte dell'importante documentazione che vi era conservata. Durante gli anni del primo dopoguerra fu oggetto dei necessari restauri riparativi e l'edificio venne inoltre ampliato. Fu parzialmente ricostruita la torre campanaria sulla quale vennero sistemate due nuove campane. Nel 1933 furono messe nuove vetrate nella controfacciata e nella parte absidale.
Nella seconda metà del XX secolo gli interni vennero decorati da Franco Chiletto e, nel 1959, venne elevata a dignità di chiesa parrocchiale con successivo riconoscimento agli effetti civili avvenuto nel 1960 grazie ad un decreto del presidente della Repubblica.
Negli anni sessanta vi fu l'adeguamento liturgico. L'altare maggiore venne spostato con le balaustre e la pavimentazione del presbiterio rinnovata. Fu tolta la cantoria e nella controfacciata furono murate le nicchie.

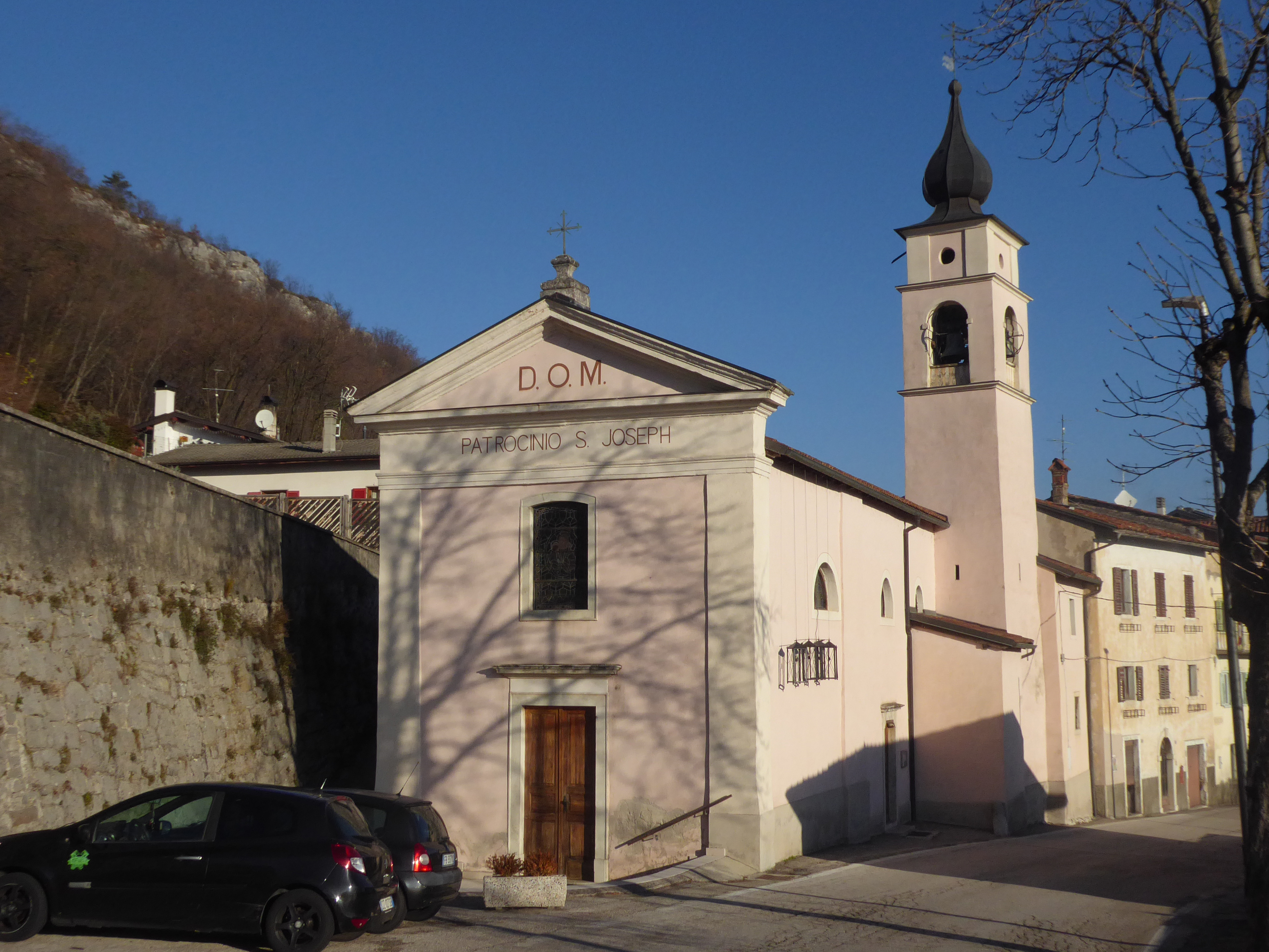
Visione d'insieme

## Descrizione

### Esterni
Il luogo di culto si trova nella parte meridionale dell'abitato Albaredo e mostra orientamento verso nord-est. La facciata  in stile neoclassico é racchiusa tra due lesene che sorreggono il grande frontone triangolare, il portale architravato e sormontato, in asse, dalla grande finestra che porta luce alla sala. La torre campanaria si alza in posizione arretrata sulla destra e la sua cella si apre con quattro finestre a monofora. La copertura apicale è a cipolla.

### Interni
La navata interna è unica e suddivisa in tre campate con volta a botte ed ampliata dalla cappella laterale. Il presbiterio è leggermente rialzato e le sue pareti sono arricchite di decorazioni realizzate da Francesco Chiletto del 1953.